# Спартак и Калашников
«Спарта́к и Кала́шников» — российский фильм, вышедший на экраны в 2002 году. Это первый фильм режиссёра Андрея Прошкина, за который он получил премию «Золотой орёл» за лучший режиссёрский дебют в игровом кино. Премьера состоялась 16 марта 2003 года в 17:05 на телеканале «ТВС».

## Сюжет
Действие фильма разворачивается в Москве приблизительно в 2001 году. В прологе демонстрируются автомобили спецслужб, выехавшие на местонахождение бесхозной сумки на площади посреди рынка. На глазах у толпы сапёр извлекает из сумки щенка овчарки.
Это видит детдомовец Шурка Калашников, который прогуливает здесь школу. Шурка подходит к щенку и гладит его. В этот момент из метро выходят фанаты футбольного клуба «Спартак». Щенок подбегает к ним, и Шурка даёт ему кличку Спартак.
Шурка приносит Спартака в детдом и показывает своей подруге Вере Дудкиной по прозвищу Чиччолина. Они решают пока спрятать его от воспитателей в прачечной. Воспитанники проявляют к щенку симпатию и помогают Шурке с Чиччолиной кормить Спартака. Но во время обеда оставшийся без присмотра щенок убегает, оставляет лужи в коридорах, забирается в кабинет директора и громит его.
Директор быстро выясняет, кто принёс в детский дом собаку. Он заставляет Шурку навести в его кабинете порядок и выгнать щенка. Шурка отказывает. Воспитанники поддерживают Шурку и выражают готовность коллективно заботиться о щенке, но директор непреклонен. Бунт воспитанников перерастает в массовую потасовку. В результате Шурку запирают на замок, а щенка за территорию выбрасывает охранник.
Шурка устраивает небольшой пожар и в суматохе сбегает из детского дома, подхватив в женской спальне чью-то юбку, майку и панаму. С этого момента они со Спартаком вдвоём начинают бродяжничать по Москве.
Спартак оказывается неглупой собакой, поддающейся дрессировке и обучению. Уличные продавцы подкармливают Спартака, но прогоняют Шурку. Всё лето Шурка с переменным успехом попрошайничает на улицах: за то, что он играет на губной гармошке «В Кейптаунском порту», прохожие подают ему и собаке милостыню.
А вот воровать у Шурки не получается: сначала ему даёт отпор школьник, у которого Шурка попытался отобрать одежду, а потом задерживает охранник супермаркета, из которого Шурка хотел вынести продукты на сумму 527 рублей. Оказавшаяся свидетельницей этой сцены бизнес-леди по имени Снежана Сергеевна оплачивает украденные Шуркой продукты, потом знакомится с ним и со Спартаком. Она держит за городом элитную гостиницу для собак и берёт Шурку к себе в помощники, обеспечив пропитанием, одеждой и заработком 50$ в месяц.
Умытый, постриженный и прилично одетый Шурка быстро осваивается на новом месте: представляется гостям Снежаны Сергеевны то её сыном, то её племянником; находит общий язык со слугой Томом. Но в какой-то момент из-за недосмотра Тома Спартак начинает гоняться за одним из четвероногих постояльцев гостиницы — белым пуделем по кличке Доллар — и Доллар, спасаясь от Спартака, падает в ведро с зелёной краской. После этого Снежана Сергеевна решает выгнать Спартака, потому что из-за него она терпит убытки. Шурка бросается под её автомобиль, и она позволяет ему уйти вместе со Спартаком, хотя он не успел отработать ни форму, ни пропитание.
Шурка и Спартак снова бродяжничают. За импровизированным представлением на площади трёх вокзалов их застают беспризорники, которые давно уже попрошайничают в этих окрестностях. Назревающую драку пресекает лидер беспризорников по кличке Чума: он разгоняет подопечных, знакомится с Шуркой и предлагает присоединиться к нему. Шурка сначала отказывается, но потом передумывает, решив, что ему не надо проблем с конкуренцией среди нищих.
Всю осень Шурка и Спартак вместе с беспризорниками попрошайничают, подворовывают, приторговывают газетами, сдают стеклотару. Однажды, когда они ночью залезли в закрытый McDonald’s через вентиляцию и шумно отмечали день рождения самого маленького беспризорника по кличке Сопля, представители недружественной банды каким-то образом уводят оставшегося одного Спартака. Чума и его подопечные соглашаются вернуть Шуркину собаку, но предупреждают, что надо готовиться к кровопролитию.
Беспризорникам удаётся незаметно проникнуть в канализационный коллектор и вернуть Спартака, но на обратном пути их встречают представители недружественной банды. Завязывается жестокая драка в тёмном канализационном коллекторе, исход которой в пользу Шурки, Чумы и его подопечных решает Спартак. Поднявшись на поверхность, беспризорники видят первый снег.
От жизни в условиях антисанитарии Спартак заболевает энтеритом. Ветеринар выписывает дорогостоящее лекарство, на которое Чума не готов выделять деньги из общака. Тогда Шурка подговаривает Соплю тайком взять весь общак и вместе убежать. Они добираются до железной дороги, но там их видит Чума и понимает, куда и зачем они побежали. Чума догоняет Соплю, а Шурке удаётся посадить Спартака на движущийся вагон-платформу, запрыгнуть самому и уехать в неизвестном направлении.
Где-то на перевалочном пункте Шурка и Спартак забираются в товарный вагон с собачьим кормом. Шурка кормит больного Спартака и ест сам. Наутро выясняется, что состав ехал в воинскую часть служебного собаководства. Шурку и Спартака задерживает ефрейтор Пурга и приводит к командиру части, полковнику Егорову. Шурка честно признаётся, что бродяжничает и не может вылечить больную собаку, но врёт, что его отец погиб на границе в Таджикистане. Полковник Егоров соглашается попробовать вылечить Спартака и посмотреть, сможет ли пёс пригодиться в армии, а Шурку берёт на воспитание.
Остаток зимы и весну Шурка живёт в воинской части, но к службе в армии Спартак оказывается неспособен. За несколько месяцев он уже привык двигаться под музыку и показывать зрелищные трюки; а чего от него хотят здесь, он не понимает. В какой-то момент майор Фальков говорит Шурке, что, оставив его со Спартаком, Егоров просто выслуживался перед начальством. Однако Егоров в самом деле проникается симпатией и к Шурке, и к Спартаку. Он выясняет истинную Шуркину биографию и направляет информацию о нём в суворовское училище. Летом оттуда приходит запрос, но Шурку такая перспектива не радует, потому что в этом случае ему придётся расстаться со Спартаком. Егоров объясняет, что просто так держать Шурку «сыном полка» никто не будет и что у него теперь два пути: либо в суворовское училище, либо обратно в детский дом.
Шурка и Спартак приезжают поездом обратно в Москву на Ярославский вокзал. Когда Шурка покупает мороженое, его нечаянно задевают сумкой двое подозрительных прохожих. Спартак обращает внимание на эту сумку и бросается на мужчину, который её нёс. В сумке оказывается взрывчатка. Милиция задерживает террориста, но его сообщник с дистанционным взрывателем успевает смешаться с толпой и сесть в автомобиль. Шурка замечает это и отдаёт Спартаку команду.
Спартак догоняет не успевший набрать скорость автомобиль, запрыгивает в него на ходу и загрызает водителя. Автомобиль попадает в аварию и разбивается, несколько раз перевернувшись. На место происшествия съезжается милиция, спецназ и репортёры. Милиционеры держат Шурку, который плачет и бьётся в истерике, уверенный, что Спартак погиб в автокатастрофе. Но Спартак выживает и возвращается к хозяину. Репортёры замечают мальчика с собакой…
Далее зритель видит отрывки из телеинтервью со всеми, кто в разное время опекал Шурку: полковник Егоров, директор детского дома, Снежана Сергеевна. Все хотят вернуть к себе Шурку и Спартака насовсем, выражая готовность заботиться об обоих.
Но Шурка возвращается к беспризорникам. Он отдаёт Чуме часть украденных денег. Чума даёт понять, что не держит на Шурку зла, и принимает их со Спартаком обратно.
В эпилоге Чума со своими подопечными, Шурка с Чиччолиной и Спартак среди других людей идут по Арбату… своей дорогой.
Фильм завершает надпись: «По состоянию на 2001 год в России более 2 000 000 беспризорных детей. Количество бродячих собак учёту не поддаётся»

## В ролях
| Актёр                | Роль                                  |
| -------------------- | ------------------------------------- |
| Ярослав Рощин        | Шурка Калашников                      |
| Константин Карпов    | «Чума»                                |
| Игнат Акрачков       | ефрейтор Пурга                        |
| Григорий Христофоров | «Чуня»                                |
| Евгений Крайнов      | «Жила»                                |
| Владимир Меньшов     | полковник Егоров                      |
| Андрей Панин         | директор детского дома Марат Иванович |
| Ирина Розанова       | Снежана                               |
| Григорий Сиятвинда   | Том                                   |
| Юрий Степанов        | Фальков                               |
| Дарья Екамасова      | Вера Дудкина / Чиччолина              |
| Елена Захарова       | Оксана                                |
| Ирина Пегова         | ветврач                               |
| Борис Корчагин       | «Сопля»                               |
| Андрей Леонченко     | «Мокрица»                             |
| Максим Самбурин      | «Паштет»                              |
| Каролина Павловская  | «Обдышка»                             |
| Елена Фомина         | Ира                                   |
| Павел Астахов        |                                       |

## Саундтрек
- «7Б» — «Знаю! Будет!»
- Mangol — «Summertime», «С краю»
- Юлия Чичерина — «Ту-лу-ла», «Море», «Блюдца»
- «Барабанда» — «Базара нет»

## Награды
- Исполнитель главной роли Ярослав Рощин был награждён призом и дипломом Департамента образования города Москвы за лучшее исполнение главной детской роли на Первом Московском фестивале отечественного кино «Московская премьера»[2].

## Комментарии
1. ↑  Полковник Егоров смотрит телепередачу «Кто хочет стать миллионером?» с Максимом Галкиным, который ведёт её с 19.02.2001.